# Taguchi Mitsuhisa
Taguchi Mitsuhisa (sinh ngày 14 tháng 2 năm 1955) là một cầu thủ bóng đá người Nhật Bản.

## Đội tuyển bóng đá quốc gia Nhật Bản
Taguchi Mitsuhisa thi đấu cho đội tuyển bóng đá quốc gia Nhật Bản từ năm 1975 đến 1984.

## Thống kê sự nghiệp
| Đội tuyển bóng đá Nhật Bản | Đội tuyển bóng đá Nhật Bản | Đội tuyển bóng đá Nhật Bản |
| Năm                        | Trận                       | Bàn                        |
| -------------------------- | -------------------------- | -------------------------- |
| 1975                       | 1                          | 0                          |
| 1976                       | 3                          | 0                          |
| 1977                       | 5                          | 0                          |
| 1978                       | 13                         | 0                          |
| 1979                       | 8                          | 0                          |
| 1980                       | 4                          | 0                          |
| 1981                       | 4                          | 0                          |
| 1982                       | 8                          | 0                          |
| 1983                       | 9                          | 0                          |
| 1984                       | 4                          | 0                          |
| Tổng cộng                  | 59                         | 0                          |